# Pseudotyrannochthonius solitarius
Espèce
Synonymes
- Tubbichthonius solitarius Hoff, 1951

Pseudotyrannochthonius solitarius est une espèce de pseudoscorpions de la famille des Pseudotyrannochthoniidae.

## Distribution
Cette espèce est endémique d'Australie.

## Description
Le mâle holotype mesure 1,7 mm.

## Publication originale
- Hoff, 1951 : New species and records of Chthoniid Pseudoscorpions. American Museum Novitates, no 1483, p. 1-13 (texte intégral).